# Плакмін (парафія)
Шаблон:StateAbbr_ 29°23′ пн. ш. 89°29′ зх. д. / 29.39° пн. ш. 89.48° зх. д.
Округ  Плакмін (англ. Plaquemines Parish) — округ (парафія) у штаті  Луїзіана, США. Ідентифікатор округу 22075.

## Демографія
За даними перепису 
2000 року 
загальне населення округу становило 26757 осіб, зокрема міського населення було 18228, а сільського — 8529.
Серед мешканців округу чоловіків було 13335, а жінок — 13422. В окрузі було 9021 домогосподарство, 6999 родин, які мешкали в 10481 будинках.
Середній розмір родини становив 3,3.
Віковий розподіл населення поданий у таблиці:
| Стать    | До 15 років | 15-21 | 22-29 | 30-39 | 40-49 | 50-65 | 65-85 | Понад 85 |
| -------- | ----------- | ----- | ----- | ----- | ----- | ----- | ----- | -------- |
| Чоловіки | 3258        | 1498  | 1292  | 2140  | 2049  | 1993  | 1051  | 54       |
| Жінки    | 3143        | 1399  | 1297  | 2155  | 2053  | 1867  | 1355  | 153      |

## Суміжні округи
- Новий Орлеан — північ
- Сент-Бернард — північний схід
- Джефферсон — захід

## Виноски
1. ↑  U.S. Decennial Census. United States Census Bureau. Процитовано 20 серпня 2014.
2. ↑  Historical Census Browser. University of Virginia Library. Архів оригіналу за 11 серпня 2012. Процитовано 20 серпня 2014.
3. ↑  Population of Counties by Decennial Census: 1900 to 1990. United States Census Bureau. Процитовано 20 серпня 2014.
4. ↑  Census 2000 PHC-T-4. Ranking Tables for Counties: 1990 and 2000 (PDF). United States Census Bureau. Процитовано 20 серпня 2014.
5. ↑  State & County QuickFacts. United States Census Bureau. Архів оригіналу за 6 червня 2011. Процитовано 18 серпня 2013.(англ.) Наведено за англійською вікіпедією.
6. ↑  American FactFinder. Бюро перепису населення США. Архів оригіналу за 26 лютого 2012. Процитовано 31 січня 2008.

| США | Це незавершена стаття з географії США. Ви можете допомогти проєкту, виправивши або дописавши її. |